# Шоу, Брайан (бейсболист)
Брайан Энтони Шоу (англ. Bryan Anthony Shaw; родился 8 ноября 1987 в Ливерморе, Калифорния) — американский профессиональный бейсболист, питчер. Он был задрафтован клубом «Аризона Даймондбэкс» во втором раунде драфта MLB 2008.

## Карьера
Шоу был студентом Университета штата Калифорния в Лонг-Бич, где выступал за университетскую команду в NCAA.
10 июня 2011 года Шоу был вызван в «Аризону Даймондбэкс». Он дебютировал в главной лиге в этот же день, выйдя вместо Эсмерлинга Васкеса, после того как тот не смог завершить первый дабл. Шоу подавал в одном безочковом иннинге против «Флориды Марлинс», сделав два уока и один страйк-аут против Скотта Кузинса.
11 августа 2012 года Шоу был отозван в «Рино Эйсиз», аффилированную с «Даймондбэкс» трипл-эй команду.
11 декабря 2012 года Шоу был продан в «Кливленд Индианс» в рамках трёхсторонней сделки.
Сезон 2014 прошёл для Шоу весьма успешно. В 80 играх и 76,1 иннингах он финишировал с показателями в 2,59 ERA в 5—5, 64 страйк-аута и 2 сэйва. В том году он принял участие в большем числе игр чем любой другой питчер.
В сезоне 2016 Шоу с 75 играми вновь стал лидером по количеству игр среди питчеров Американской лиги. Он имел показатель 3,24 ERA в 2—5 и помог «индейцам» стать чемпионами Американской лиги.